# Fabian von Feilitzsch
Fabian von Feilitzsch (* vor 1457; † zwischen dem 1. und 7. Dezember 1520) war ein markgräflicher und kursächsischer Rat und Unterstützer von Martin Luther und seiner Lehre.

## Leben
Fabian von Feilitzsch stammte aus dem Regnitzlosauer Zweig der Familie von Feilitzsch. Er war der Sohn von Hans von Feilitzsch und einer namentlich nicht bekannten Schwester des Wilhelm von Dobeneck. Seine Brüder hießen Jobst, Martin und Mathias. Fabian von Feilitzsch blieb unverheiratet.
Das Landbuch von Hof von 1502 nennt Fabian von Feilitzsch als markgräflichen Gefolgsmann auf einem von drei Rittergütern, nämlich dem als hinter der Kirche bezeichneten in Regnitzlosau. Dazu zählte das Vorwerk und der Schafhof von Raitschin. Neben Eigengütern verfügte der Familienzweig noch über sächsische Lehen. In markgräflichen Diensten war er 1496 Mitglied des Hofgerichts in Kulmbach. Er trat 1502 die Stelle als fürstbischöflicher Hauptmann in Zeitz an. 1514 lieh er den Vögten von Gera 660 Gulden.
In den Diensten von Kurfürst Friedrich dem Weisen nahm er 1519 zusammen mit zwei weiteren Rittern vom päpstlichen Nuntius Karl von Miltitz eine Goldene Rose entgegen, ein Geschenk von Papst Leo X. an den Kurfürsten. In der Ende 1520 erschienenen Ausgabe Assertio Omnium Articulorum M. Lutheri, Per Bullam Leonis X. novissimam damnatorum bedankte sich Martin Luther in einer Widmung bei Fabian von Feilitzsch als seinem Beschützer und für dessen Ideenreichtum und fromme Pflichterfüllung. Weitere lobende Worte sind auch in einer Tischrede Luthers überliefert. Im Jahr 1520 trafen in Eilenburg Fabian von Feilitzsch und weitere Räte mit Luther und Philipp Melanchthon zusammen. Sein Cousin Philipp von Feilitzsch befand sich 1525 unter den Hochzeitsgästen der Heirat Luthers mit Katharina von Bora. Über dem Grab Luthers in der Schlosskirche von Wittenberg ist das Wappen der Feilitzsch angebracht.